# Jaffar
Jaffar è il principale antagonista dei videogiochi Prince of Persia e Prince of Persia 2: The Shadow and the Flame.
Nel primo capitolo della serie Jaffar, Gran Visir di Persia, cerca di sovvertire il sultano del regno nel tentativo di impossessarsi del trono. Mentre il sovrano è in guerra, Jaffar usa il suo potere per costringere la principessa a sposarlo, divenendo così il nuovo sultano. Il Principe senza nome, tuttavia, lo sconfiggerà. Costui verrà a sua volta confinato nelle segrete del Palazzo del Sultano fino al suo ritorno in patria, dal quale potrà essere giudicato.
Successivamente, in Prince of Persia 2: The Shadow and the Flame, Jaffar è evaso grazie all'aiuto di una strega e, dopo essersi infiltrato nel palazzo, con un incantesimo ha preso le sembianze del principe per vendicarsi di lui ed ottenerne il decesso. Dopo egli fa un sortilegio contro la principessa, ma è di nuovo sconfitto e bruciato a morte dal principe, che sparge le sue ceneri in tutto il paese.
Nel 2010 il sito web IGN ha posto Jaffar al 79º posto nella classifica dei "100 migliori cattivi dei videogiochi".